# Partido Liberal (Brazilië)
De Partido Liberal (PL), voorheen Partido da República, afgekort PR (Nederlands: Partij van de Republiek) is een populistische en conservatieve politieke partij in Brazilië. De partij werd gesticht op 26 oktober 2006 als een coalitie van twee partijen.
Tijdens de verkiezingen van 2010 won de partij 41 van de 513 zetels in het Huis van Afgevaardigden en 4 van de 81 zetels in de Senaat. Ze maakte deel uit van het kabinet-Rousseff onder president Dilma Rousseff en leverde één minister.

## Verkiezingsresultaten

### Parlementsverkiezingen
| Kamer                                                               | Kamer      | Kamer      | Kamer      | Kamer  | Kamer  | Senaat     | Senaat     | Senaat     | Senaat  | Senaat   | Senaat |
| Jaar                                                                | Stemmen    | Stemmen    | Stemmen    | Zetels | Zetels | Stemmen    | Stemmen    | Stemmen    | Zetels  | Zetels   | Zetels |
| Jaar                                                                | Aantal     | Percentage | Percentage | Aantal | +/-    | Aantal     | Percentage | Percentage | Gekozen | +/-      | Totaal |
| Jaar                                                                | Aantal     | %          | +/-        | Aantal | +/-    | Aantal     | %          | +/-        | Gekozen | +/-      | Totaal |
| ------------------------------------------------------------------- | ---------- | ---------- | ---------- | ------ | ------ | ---------- | ---------- | ---------- | ------- | -------- | ------ |
| Partido Liberal                                                     |            |            |            |        |        |            |            |            |         |          |        |
| 2006                                                                | 4.074.618  | 4,40       | –          | 23     | –      | 696.501    | 0,80       | –          | 1       | –        | 3      |
| Partido da República                                                |            |            |            |        |        |            |            |            |         |          |        |
| 2010                                                                | 7.311.655  | 7,60       | 3,20       | 42     | 19     | 4.649.024  | 2,70       | 1,90       | 3       | Gestegen | 4      |
| 2014                                                                | 5.635.519  | 5,80       | -1,80      | 34     | -8     | 696.462    | 0,80       | -1,90      | 1       | Stabiel  | 4      |
| 2018                                                                | 5.224.591  | 5,30       | -0,50      | 33     | -1     | 3.130.082  | 1,80       | 1,00       | 1       | Gedaald  | 2      |
| Partido Liberal                                                     |            |            |            |        |        |            |            |            |         |          |        |
| 2022                                                                | 18.201.246 | 16,62      | 11,32      | 99     | 66     | 25.278.764 | 25,39      | 23,59      | 8       | Gestegen | 14     |
| Bron: Wikipedia - Braziliaanse parlementsverkiezingen 2006 t/m 2022 |            |            |            |        |        |            |            |            |         |          |        |

### Presidentsverkiezingen
In 2022 verloor de PL nipt de presidentsverkiezingen. 

Presidentskandidaten
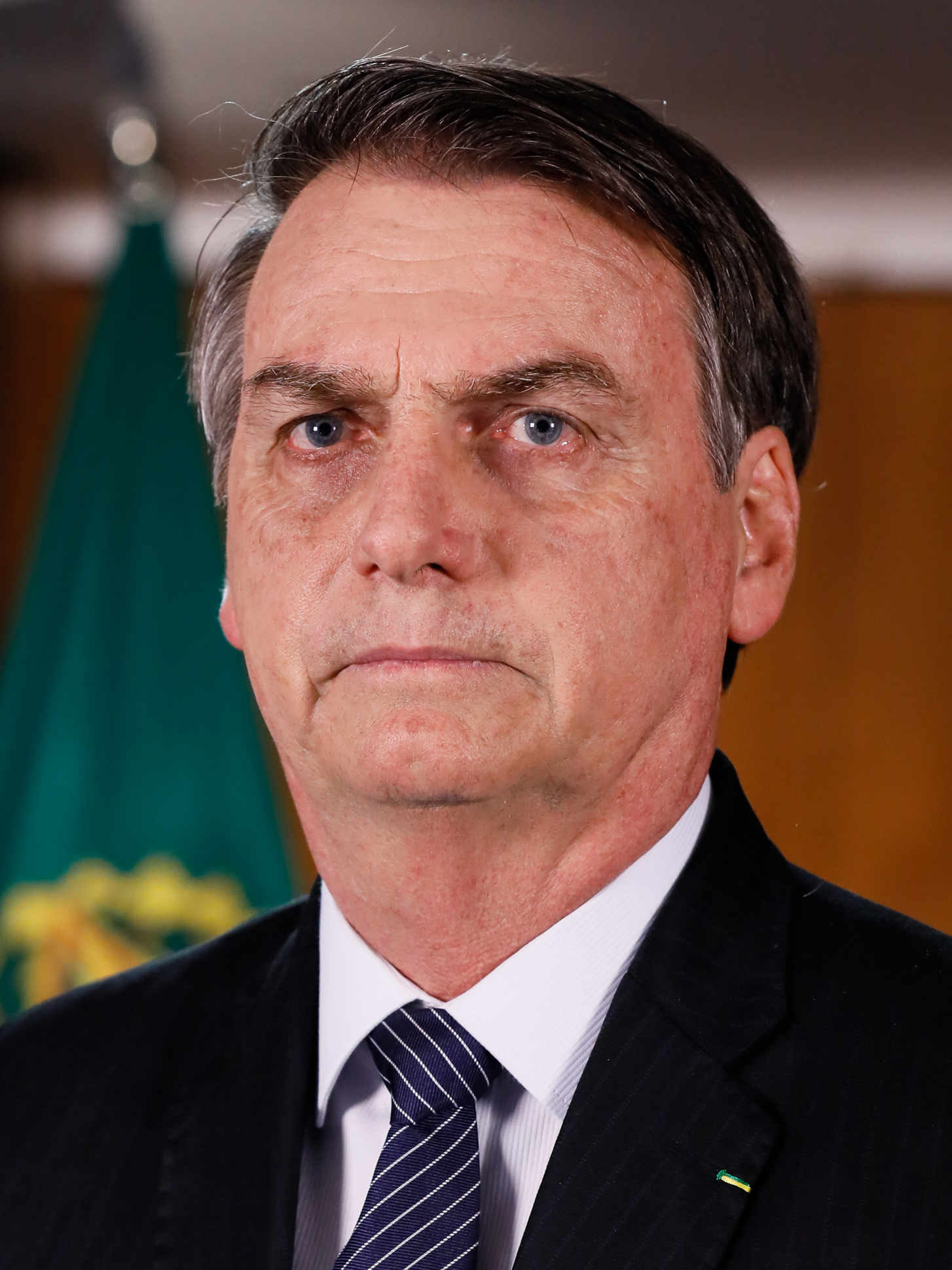
Jair Bolsonaro Presidentskandidaat in 2022 Voormalig president van Brazilië (PSL en PL)
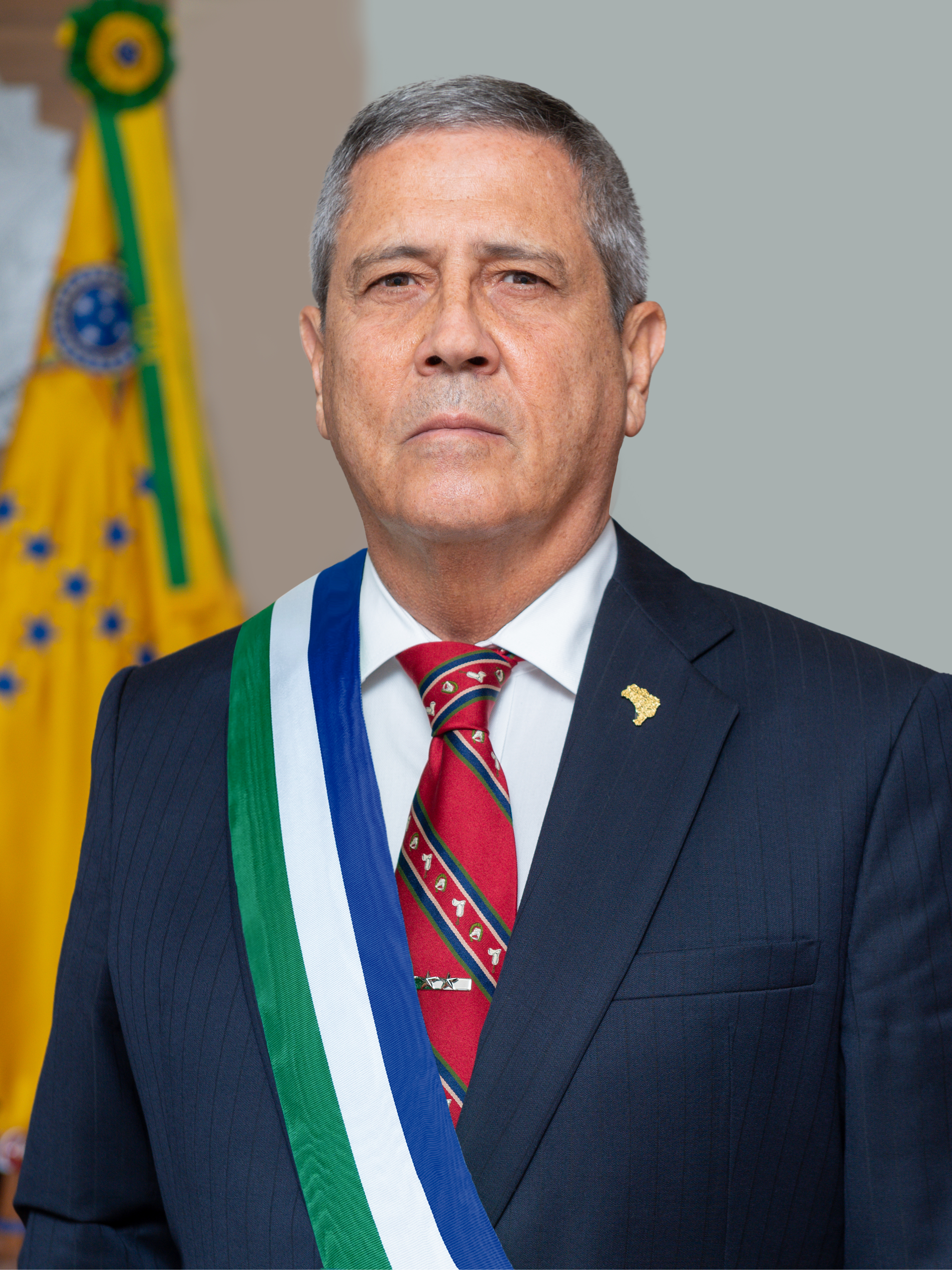
Walter Braga Netto Vicepresidentskandidaat in 2022

### Statenverkiezingen
In 2022 werden deze gouverneurs gekozen tijdens de Statenverkiezingen voor de Liberais.

Huidige gouverneurs
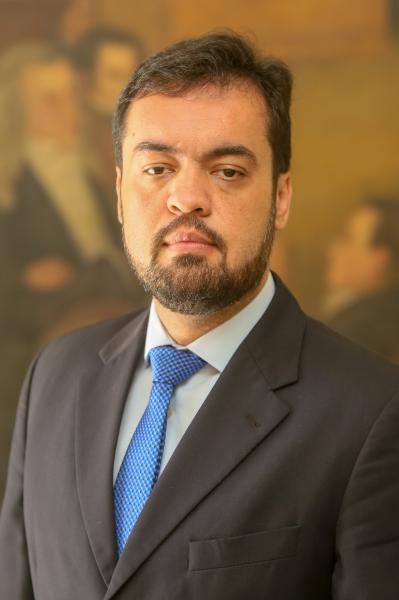
Cláudio Castro Gouverneur van Rio de Janeiro Herkozen
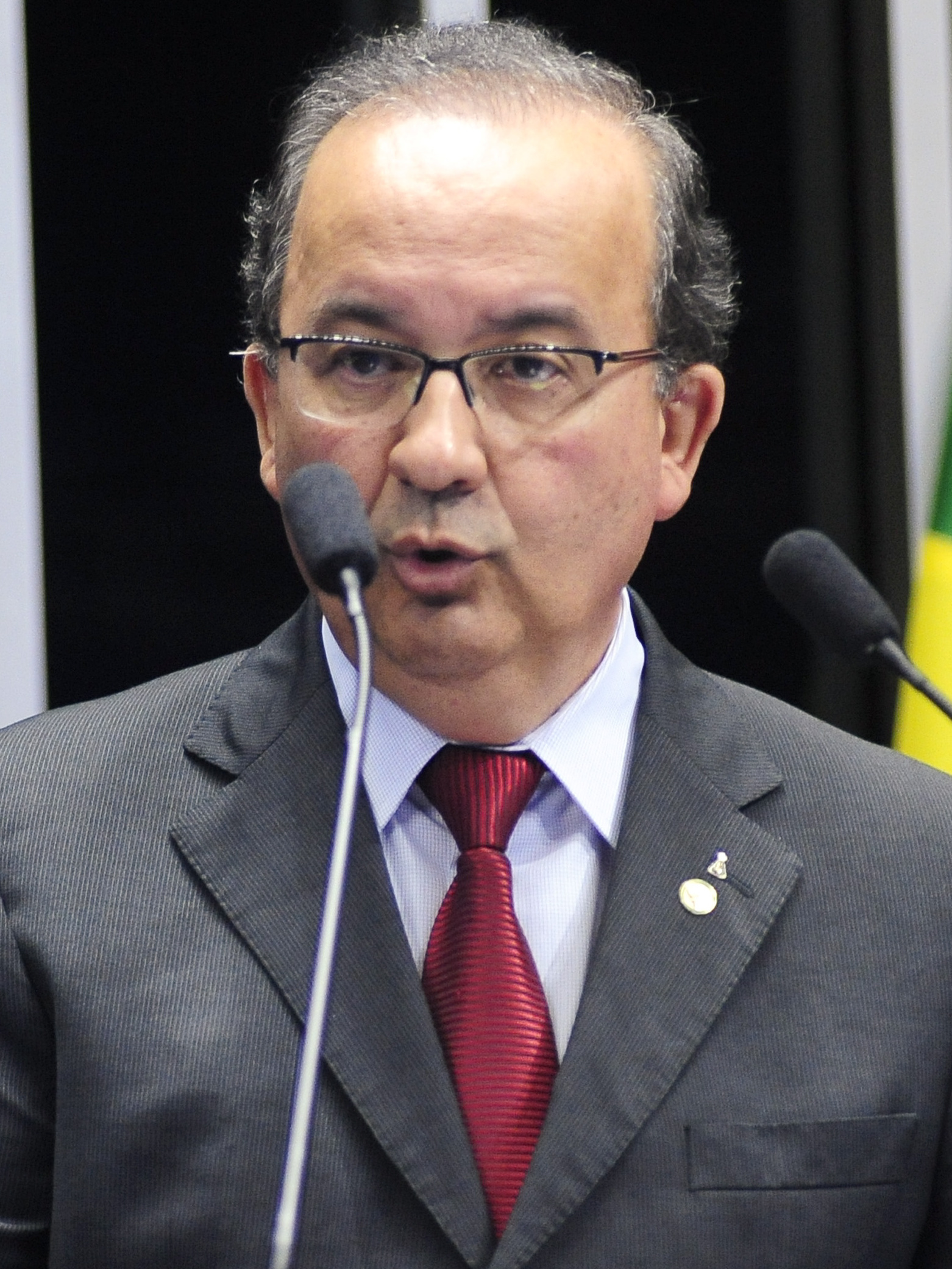
Jorginho Mello Gouverneur van Santa Catarina

### Gemeentelijke verkiezingen
Bij de gemeentelijke verkiezingen van 2020 werden 345 burgemeesters en 3467 gemeenteleden gekozen voor de PL.

## Bekend lid
- Jair Bolsonaro, voormalig president van Brazilië.